# Importunação sexual

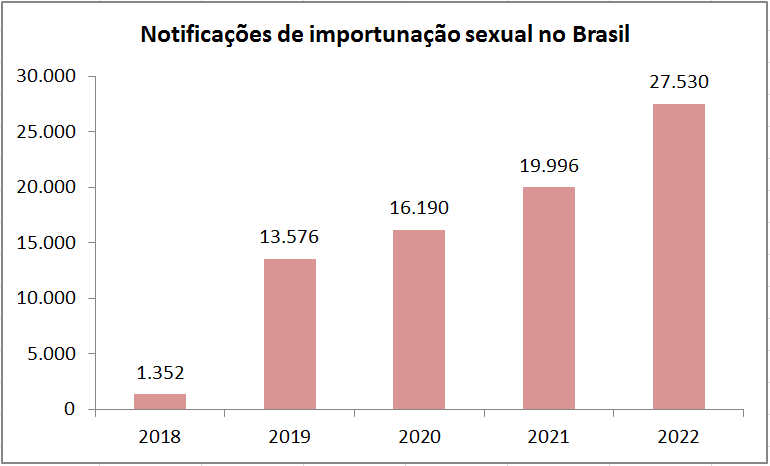
Total de notificações de importunação sexual no Brasil por ano, em números absolutos. O gráfico foi elaborado com dados disponíveis nos anuários do Fórum Brasileiro de Segurança Pública, que podem ser consultados mais detalhadamente na seção Dados.

A importunação sexual é crime no Brasil desde 2018. Foi incluída no Código Penal pela lei 13.718 e é definida como: "praticar contra alguém e sem a sua anuência ato libidinoso com o objetivo de satisfazer a própria lascívia ou a de terceiro". Esses atos incluem: toques indesejados, encoxadas, beijos, lambidas, masturbação e até ejaculações. A criação da lei, embora tardia, representou um avanço na busca pelos direitos das mulheres.
Sua criação foi motivada pelo caso de um homem que ejaculou em uma mulher no transporte público em 2017. O caso, ocorrido na cidade de São Paulo, reacendeu o debate sobre a violência sexual e o assédio dos quais as mulheres são vítimas. Nesse contexto, o movimento feminista, utilizando casos como esse como contexto, fez uso das ferramentas digitais para discutir a violência de gênero e outros temas relacionados.
As diversas formas de violência sexual, entre elas a importunação sexual, podem acarretar consequências como: depressão, síndrome do pânico, estresse pós-traumático, isolamento, culpa, ideação suicida, vergonha, irritabilidade, entre outros prejuízos de curto e longo prazo. Adicionalmente, há aumento no risco de abuso de álcool e medicações para tratar esses problemas.
A lei, apesar de representar um avanço, apresenta algumas fraquezas, pois violências verbais podem não ser interpretadas como "ato libidinoso". Por isso, há a possibilidade de cantadas indesejadas e comentários grosseiros não serem enquadrados na nova lei.

## A lei
A lei teve por base o projeto da senadora Vanessa Grazziotin, do PCdoB, e caracteriza a importunação sexual como “praticar contra alguém e sem a sua anuência ato libidinoso com o objetivo de satisfazer a própria lascívia ou a de terceiro”, com pena previstas entre um e cinco anos. A lei também prevê um aumento de pena para os casos de estupro coletivo e dá maior proteção a vulneráveis que são vítimas de estupro ou que têm fotos e vídeos íntimos divulgados.
A aprovação da lei, embora um avanço, não garante que os casos de importunação sexual diminuirão. Para que haja progresso, é necessária uma mudança cultural que  altere ou erradique o machismo presente na sociedade.
Sobre  a  crença  de  que  essa  tipificação  vai  reduzir  a  conduta,  isso não se verifica em crime nenhum. Na própria justificativa do  projeto,  a  deputada  Laura  Carneiro  [DEM-RJ]  fala  que  o  fato  de  o  crime  de  estupro  ter  se  tornado  crime  hediondo  não  diminuiu  a  sua  prática.    O  próprio  legislador  coloca  que  agravar as penas não gera resultado, mas insiste nessa mesma estratégia. É aquilo em que a gente sempre insiste: enquanto a gente não tiver mudança cultural, de pensamento e do próprio sistema de justiça para receber as mulheres vítimas de violência, não sei se vai se conseguir o impacto que, provavelmente, é o esperado – reduzir esse tipo de violência.— Maíra Zapater, professora (grifo adicionado)

## Diferença entre importunação e assédio sexual
A criação a lei preencheu uma lacuna a legislação, pois muitos casos não configuravam estupro (como o caso mencionado na introdução), tampouco eram uma mera contravenção penal.
A importunação sexual é considerada mais grave que o assédio sexual.
Legalmente, o assédio sexual no Brasil envolve o uso de um cargo hierarquicamente superior para exigir alguma vantagem sexual à vítima. Popularmente, todavia, o assédio sexual envolve perturbações, como assovios, toques indesejados, e assim por diante.
A definição de assédio sexual pode não ser adequada para caracterizar diversos crimes.
O Código Penal brasileiro tipifica o assédio sexual. Ocorre que a modalidade de assédio sexual nos meios de transportes públicos não se enquadrada neste tipo penal, uma vez que, este é um crime formal, que depende do cumprimento de requisitos, como, o agente deve se valer da condição de superior hierárquico ou da ascendência inerentes ao exercício do emprego, cargo ou função para a configuração deste tipo penal.
Outra diferença entre assédio sexual e importunação sexual é que esta última tem penas mais severas que o assédio sexual, que vão de 1 a 5 anos de reclusão.

## Machismo e assédio
A importunação sexual pode ser vista como uma consequência de uma cultura machista e patriarcal.

Os pressupostos machistas que antecedem a importunação sexual estão traçados e arraigados antes de que qualquer pensamento que impulsione o cometimento do ato. Mesmo não sendo possível traçar o perfil das vítimas e dos agressores, é possível constatar que homens e mulheres, na maioria das vezes, agressor e vítima, tiveram uma construção social que lhes permitiram a distinção por gênero, feminino ideolo-gicamente inferiorizado frente ao masculino
A cultura machista dificulta o reconhecimento de crimes como a importunação. Ainda segundo o mesmo trabalho acadêmico:
Ainda existem barreiras na sociedade no que tange ao feminino. A reprodução da cultura machista dificulta o reconhecimento de práticas machistas. A criação tardia da Lei de Importunação Sexual é reflexo disso.—  

## Resultados
Houve um aumento nas denúncias de importunação sexual após a aprovação da lei. Evidências apontam também que tais crimes estão sendo punidos. É possível citar como exemplo o caso de um homem condenado a um ano e oito meses de prisão devido a um beijo indesejado. Também percebe-se uma menor tolerência a tais atitudes abusivas. Conforme a sentença do juiz,
Não se mostra viável que, numa sociedade estruturada, ordenada e fundada no Estado democrático de Direito, possamos normalizar um indivíduo qualquer, andando pela rua, dar um beijo numa mulher desconhecida, simplesmente porque a achou bonita.

## Dados
Os dados abaixo foram extraídos dos diversos anuários do Fórum Brasileiro de Segurança Pública.
| Ano                 | 2018 | 2019  | 2020 (4) | 2021(4) | 2022  |
| ------------------- | ---- | ----- | -------- | ------- | ----- |
| Total               | 1352 | 13576 | 16190    | 19996   | 27530 |
| Acre                | –    | –     | 49       | 91      | 125   |
| Alagoas             | 11   | 97    | 77       | 183     | 187   |
| Amapá               | 4    | 88    | 99       | 148     | 153   |
| Amazonas            | 70   | 308   | 312      | 268     | 380   |
| Bahia               | –    | 714   | 685      | 955     | 1192  |
| Ceará               | 9    | 29    | 269      | 339     | 439   |
| Distrito Federal    | 53   | 396   | 436      | 556     | 663   |
| Espírito Santo      | 75   | 102   | 116      | 53      | 156   |
| Goiás               | 22   | 626   | 579      | 779     | 969   |
| Maranhão            | –    | –     | 229      | 428     | 538   |
| Mato Grosso         | -    | 307   | 393      | 517     | 651   |
| Mato Grosso do Sul  | 132  | 462   | 393      | 492     | 600   |
| Minas Gerais        | –    | 562   | 2316     | 2892    | 3552  |
| Pará                | 382  | 686   | 660      | 939     | 1167  |
| Paraíba             | –    | 11    | 87       | 117     | 155   |
| Paraná              | 120  | 1122  | 1281     | 1828    | 2295  |
| Pernambuco          | –    | 375   | 532      | 618     | 811   |
| Piauí               | 29   | 209   | 180      | 295     | 343   |
| Rio de Janeiro      | –    | 1140  | 997      | 1213    | 1723  |
| Rio Grande do Norte | 27   | 128   | 227      | 253     | 453   |
| Rio Grande do Sul   | 1080 | 982   | 1420     | 1552    | 2107  |
| Rondônia            | 30   | 47    | 153      | 148     | 204   |
| Roraima             | 18   | 18    | 36       | 36      | 72    |
| Santa Catarina      | 974  | 973   | 1540     | 1519    | 1894  |
| São Paulo           | –    | 3937  | 3371     | 3371    | 6215  |
| Sergipe             | 120  | 177   | 254      | 261     | 266   |
| Tocantins           | 128  | 105   | 122      | 145     | 220   |

(1) Dados atualizados no anuário do ano seguinte
| Ano                 | 2018 | 2019 | 2020 | 2021 | 2022 |
| ------------------- | ---- | ---- | ---- | ---- | ---- |
| Acre                | –    | –    | 1,6  | 3,6  | 5,3  |
| Alagoas             | 0,3  | 0,9  | 0,9  | 1,6  | 2,1  |
| Amapá               | 0,5  | 7,6  | 3,2  | 9,1  | 13,4 |
| Amazonas            | 1,7  | 1,4  | 0,9  | 1,2  | 2,2  |
| Bahia               | –    | –    | 0,8  | 1,6  | 3,7  |
| Ceará               | 0,1  | 0,0  | 0,3  | 0,2  | 0,5  |
| Distrito Federal    | 1,8  | 2,2  | 2,0  | 2,4  | 3,2  |
| Espírito Santo      | 1,9  | 9,8  | 8,8  | 9,7  | 11,0 |
| Goiás               | 0,3  | 2,0  | 1,4  | 2,1  | 2,1  |
| Maranhão            | –    | –    | 0,9  | 1,3  | 1,7  |
| Mato Grosso         | -    | 10,5 | 9,3  | 9,6  | 10,5 |
| Mato Grosso do Sul  | 4,8  | 1,8  | 1,6  | 2,1  | 2,8  |
| Minas Gerais        | –    | 3,4  | 2,8  | 2,6  | 3,4  |
| Pará                | 4,5  | 2,4  | 2,0  | 2,3  | 1,2  |
| Paraíba             | –    | 0,5  | 0,8  | 1,1  | 1,4  |
| Paraná              | 1,1  | 6,8  | 5,8  | 7,6  | 8,9  |
| Pernambuco          | –    | 1,3  | 1,0  | 1,5  | 1,8  |
| Piauí               | 0,9  | 4,2  | 3,2  | 2,7  | 2,4  |
| Rio de Janeiro      | –    | 1,0  | 0,9  | 1,3  | 2,1  |
| Rio Grande do Norte | -    | 2,3  | 1,0  | 2,7  | 2,9  |
| Rio Grande do Sul   | 1,9  | 3,6  | 2,6  | 3,2  | 3,4  |
| Rondônia            | 2,4  | -    | –    | 5,0  | 9,9  |
| Roraima             | 0,3  | 7,4  | 10,9 | 10,6 | 11,8 |
| Santa Catarina      | 2,3  | 9,1  | 6,4  | 7,1  | 9,6  |
| São Paulo           | –    | 1,4  | 1,2  | 0,9  | –    |
| Sergipe             | 0,4  | 4,9  | 2,8  | 2,9  | 2,6  |
| Tocantins           | 1,4  | 2,5  | 0,9  | 3,3  | 4,9  |